# Ole Ege
Ole Esper Ege (* 23. Mai 1934 in Hobro, Dänemark; † 24. Dezember 2018 in Amager, Dänemark, Pseudonym Peter Fleming) war ein dänischer Fotograf, Filmproduzent, Schriftsteller und Museumsdirektor.

## Leben
Ole Ege war einer der Pioniere des dänischen Pornofilms in den 1950er bis 1970er Jahren. Er produzierte zunächst erotische Fotostrecken, gefolgt von einer Reihe kurzer 8-mm-Filme, die von Striptease bis hin zu Hardcore-Pornofilmen reichten. 1970 produzierte er mit Shinkichi Tajiri den Dokumentarfilm Ein Sommertag (Bodil Joensen – en sommerdag juli 1970) („Bodil Joensen – Ein Sommertag im Juli 1970“) über das Leben der Tierpornodarstellerin Bodil Joensen. Seine Zeit als Produzent von Pornografie gipfelte im Dokumentar- und Pornofilm Pornografi („Pornografie“, 1971) und dem pornografischen Spielfilm Das fröhliche Bordell („Bordellet“, 1972), nach denen er die Branche verließ.
Seine ausgeprägte Verwendung von Musik in einer Reihe von Filmen wird vom australischen Musikprofessor Bruce Johnson in dem Buch Earogenous Zones: Sound, Sexuality and Cinema (etwa „Ohrogene Zonen: Klang, Sexualität und Kino“, 2011) rezensiert.
Ole Ege machte sich einen Namen als Fotograf auch in anderen Bereichen, unter anderem mit Fotobüchern über den Zirkus Benneweis und die dänische Insel Ærø.
Von 1992 bis 2009 war er Direktor des Museums Erotica, das er zusammen mit Kim Riisfeldt-Clausen gründete. Obwohl das Museum zu den beliebtesten Museen Kopenhagens zählte, musste es während der Weltfinanzkrise der späten 2000er-Jahre seinen Betrieb beenden.
2009 veröffentlichte Ole Ege seine Autobiografie Tabu – fra forbud til frigørelse („Tabu – vom Verbot zur Befreiung“).

## Bibliografie

### Magazine von Ole Ege
- Focus
- Tabu
- Amor
- Le Sexy
- Darling
- Eros
- Gala
- Ekko
- Love

### Bücher von Ole Ege
- Young Love (1969)
- Ærø (Eigenverlag, 1974)
- Ida og Christian i cirkus (Carlsen, 1985)
- Benneweis – en cirkusfamilies historie (Politikens Forlag, 1987)
- Erotiske drømme (Thaning og Appel, 1992)
- Ærø (Forlaget Esper, 2005)
- Tabu – fra forbud til frigørelse (People’s Press, 2009)